# Henri Guérin (szermierz)
Henri Guérin (ur. 20 maja 1905 w Paryżu, zm. 11 października 1967 w Neuilly-sur-Seine) – francuski szpadzista, złoty medalista olimpijski i dwukrotny medalista mistrzostw świata.
Na igrzyskach olimpijskich w Londynie w 1948 roku Francuzi w składzie: Maurice Huet, Michel Pécheux, Marcel Desprets, Édouard Artigas, Henri Guérin i Henri Lepage zdobyli drużynowo złoty medal. W zawodach indywidualnych zajął czwarte miejsce, w rundzie finałowej wygrywając pięć z dziewięciu pojedynków. Były to jego jedyne starty olimpijskie.
Podczas mistrzostw świata w Lizbonie w 1947 roku wspólnie z Édouardem Artigas, Jéhanem de Buhanem, Marcelem Despretsem, Henrim Lepage i Michelem Pécheux zdobył złoty medal w zawodach drużynowych. W tej samej konkurencji zdobył również srebrny medal na mistrzostwach świata w Monte Carlo (1950).